# Rio das Pedras (Guarapuava)
O rio das Pedras é um  curso de água que banha o estado do Paraná, município de Guarapuava. É o manancial que abastece de água a cidade paranaense.